# Władimir Alakrinski
Władimir Borisowicz Alakrinski, ros. Владимир Борисович Алякринский (ur. 12 września?/25 września 1909 w Siergijewie, w guberni moskiewskiej, Imperium Rosyjskie; zm. w Moskwie, Rosyjska FSRR) – radziecki i rosyjski piłkarz, grający na pozycji obrońcy, trener piłkarski.

## Kariera piłkarska
W 1930 rozpoczął karierę piłkarską w RKimA Moskwa. Potem występował w klubie Sierp i Mołot Moskwa, który w 1937 zmienił nazwę na Mietałłurg. W 1941 po rozformowaniu moskiewskich klubów Lokomotiw, Torpedo, Mietałłurg i Krylja Sowietow zostały organizowane dwa kluby Profsojuzy-I Moskwa i Profsojuzy-II Moskwa. Alakrinski został piłkarzem pierwszego zespołu Profsojuzów. Jednak rozpoczęcie atak Niemiec na ZSRR przeszkodził w kontynuacji rozgrywek piłkarskich. Profsojuzy przestały istnieć, a rozformowane kluby przywróciły swoją działalność. W 1942 roku został piłkarzem Torpeda Moskwa, w którym zakończył karierę piłkarza w 1943. Potem jeszcze łączył w latach 1950-1954 funkcje trenerskie i piłkarskie w Lokomotiwie Kaługa.

## Kariera trenerska
Po zakończeniu kariery piłkarza rozpoczął pracę szkoleniowca. Najpierw pomagał trenować Torpedo Moskwa, a w latach 1950-1954 łączył funkcje trenerskie i piłkarskie w Lokomotiwie Kaługa. W 1964 stał na czele drugoligowego klubu Stroitel Aszchabad. Potem pracował na stanowisku dyrektora technicznego klubu. W 1967 objął prowadzenie Energetikiem Duszanbe, którym kierował do maja 1968. W 1969 do kwietnia trenował Łucz Władywostok.

## Sukcesy i odznaczenia

### Sukcesy piłkarskie
Mietałłurg Moskwa
- brązowy medalista Grupy A ZSRR: 1938